# Unterseeboot 426
L'Unterseeboot 426 ou U-426 est un U-Boot type VIIC utilisé par la Kriegsmarine pendant la Seconde Guerre mondiale.
L'U-426 coula un navire marchand de 6 625 tonneaux au cours des deux patrouilles (66 jours en mer) qu'il effectua.
Il fut coulé à l'ouest du golfe de Gascogne par l'aviation australienne en janvier 1944.

## Conception
Unterseeboot type VII, l'U-426 avait un déplacement de 769 tonnes en surface et 871 tonnes en plongée. Il avait une longueur totale de 67,10 m, un maître-bau de 6,20 m, une hauteur de 9,60 m, et un tirant d'eau de 4,74 m. Le sous-marin était propulsé par deux hélices de 1.23 m, deux moteurs diesel F46 de 6 cylindres produisant un total de 2 060 à 2350 kW en surface et de deux moteurs électriques Siemens-Schuckert GU 343/38-8 produisant un total 550 kW, en plongée. Le sous-marin avait une vitesse en surface de 17,7 nœuds (32,8 km/h) et une vitesse de 7,6 nœuds (14,1 km/h) en plongée. Immergé, il avait un rayon d'action de 80 milles marins (150 km) à 4 nœuds (7,4 km/h; 4,6 milles par heure), en surface, son rayon d'action était de 8 500 milles nautiques (soit 15 700 km) à 10 nœuds (19 km/h).
L'U-426 était équipé de cinq tubes lance-torpilles de 53,3 cm (quatre montés à l'avant et un à l'arrière) et embarquait quatorze torpilles. Il était équipé d'un canon de 8,8 cm SK C/35 (220 coups) et d'un canon anti-aérien de 20 mm Flak. Son équipage comprenait 51 sous mariniers.

## Historique

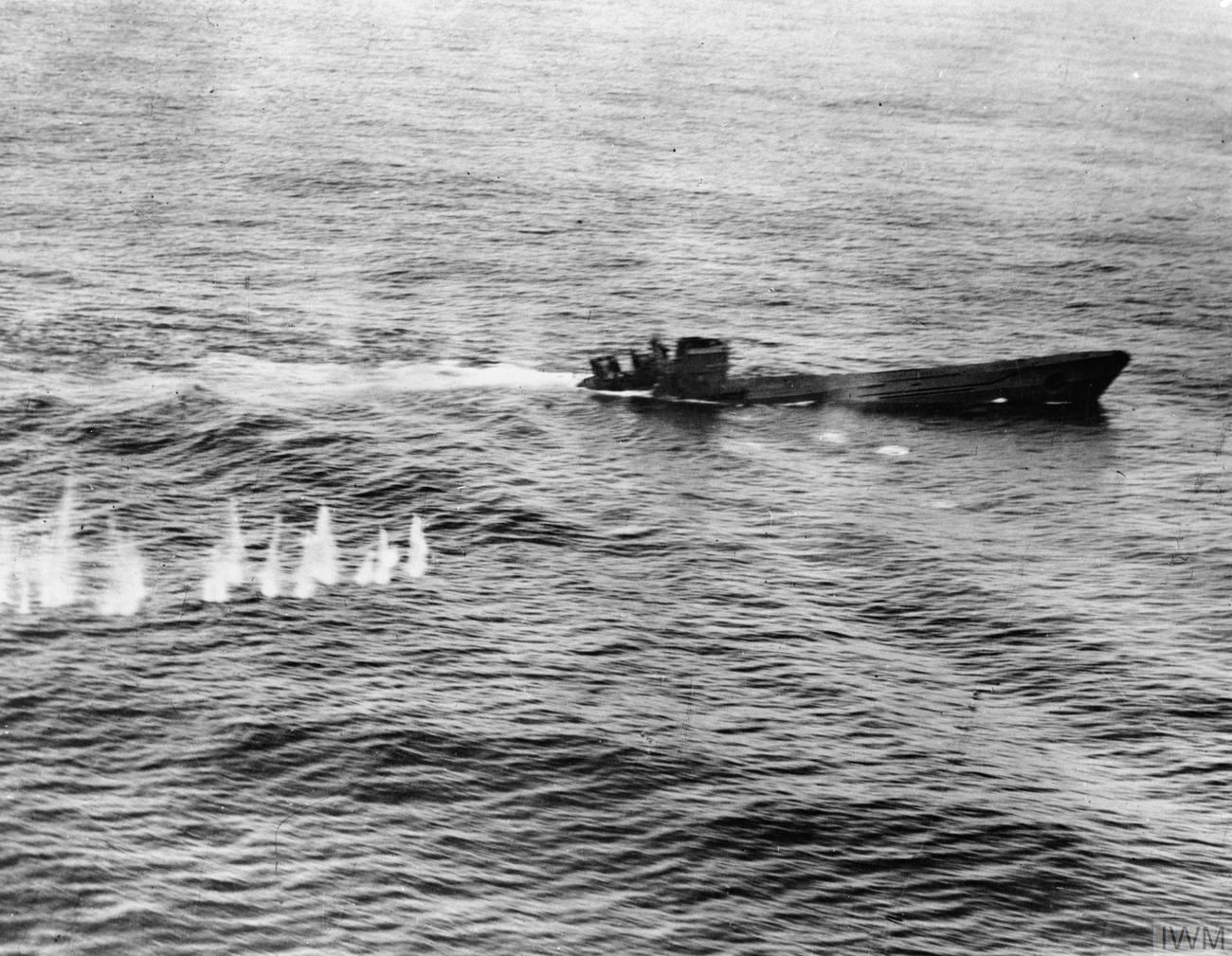
LU-426 coule par la poupe après l'attaque d'un Short S.25 Sunderland australien.

Le sous-marin est commandé le 5 juin 1941 à Dantzig (Danziger Werft), sa quille posée le 20 juin 1942, il est lancé le 6 février 1943 et mis en service le 12 mai 1943, sous le commandement du Kapitänleutnant Christian Reich.
Il sert dans la 8. Unterseebootsflottille jusqu'au 30 septembre 1943, dans la 11. Unterseebootsflottille jusqu'au 31 octobre 1943 et dans la 1. Unterseebootsflottille jusqu'à sa perte.
Sa première patrouille est précédée d'un bref passage à Kiel.
L'U-426 quitte Bergen, le 5 octobre 1943 et navigue dans l'Atlantique Nord (secteur GIUK) entre l'Islande et les îles Féroé. Il coule le navire britannique Essex Lance le 15 octobre à 408 milles marins (756 km) à l'est du cap Farvel. Le sous-marin arrive à Brest le 29 novembre après 56 jours en mer.
Sa deuxième patrouille débute le 3 janvier 1944. Après seulement 6 jours en mer, il est attaqué et coulé à la position 46° 47′ N, 10° 42′ O, par des charges de profondeur lancées par un Sunderland australien de la 10e escadron de la RAAF.
Les 51 membres d'équipage meurent dans cette attaque.

## Affectations
- 8. Unterseebootsflottille du 12 mai 1943 au 30 septembre 1943 (Flottille d'entraînement).
- 11. Unterseebootsflottille du 1er octobre 1943 au 31 octobre 1943 (Flottille de combat).
- 1. Unterseebootsflottille du 1er novembre 1943 au 8 janvier 1944 (Flottille de combat).

## Commandement
- Kapitänleutnant Christian Reich du 12 mai 1943 au 8 janvier 1944.

## Patrouilles
|       | Commandant             | Départ            | Départ | Arrivée           | Arrivée | Jours    | Succès  |
| ----- | ---------------------- | ----------------- | ------ | ----------------- | ------- | -------- | ------- |
|       | Kptlt. Christian Reich | 14 septembre 1943 | Kiel   | 17 septembre 1943 | Bergen  | 4 jours  |         |
| 1     | Kptlt. Christian Reich | 5 octobre 1943    | Bergen | 29 novembre 1943  | Brest   | 56 jours | 6 625   |
| 2     | Kptlt. Christian Reich | 3 janvier 1944    | Brest  | 8 janvier 1944    | coulé   | 6 jours  |         |
| Total | Total                  | Total             | Total  | Total             | Total   | 66 jours | 6 625 t |

Note : Kptlt. = Kapitänleutnant

### Rudeltaktik
L'U-426 pris part à sept Rudeltaktik (meutes de loup) durant sa carrière opérationnelle.
- Schlieffen (16-22 octobre 1943)
- Siegfried (22-27 octobre 1943)
- Siegfried 2 (27-30 octobre 1943)
- Jahn (30 octobre - 2 novembre 1943)
- Tirpitz 4 (2-8 novembre 1943)
- Eisenhart 9 (9-10 novembre 1943)
- Schill 1 (16-21 novembre 1943)

## Navire coulé
| Date            | Nom         | Nationalité | Tonnage | Sort  |
| --------------- | ----------- | ----------- | ------- | ----- |
| 15 octobre 1943 | Essex Lance | Royaume-Uni | 6 625   | Coulé |